# Koeficient variacije
Koeficient variacije (kratica KV) je statistični kazalec, ki prikazuje razpršitev statističnih enot okoli aritmetične sredine njihove statistične populacije. Definiran je kot razmerje med standardnim odklonom in aritmetično sredino; od standardnega odklona, ki prav tako prikazuje razpršenost statističnih enot, pa se razlikuje po tem, da je merjen v odstotkih in ga je zato moč uporabiti za primerjavo razpršenosti enot različnih statističnih populacij.
Koeficient variacije je izračunan po formuli:
{\displaystyle KV={100\sigma  \over \ {\overline {x}}}}
kjer je σ standardni odklon, {\displaystyle {\overline {x}}} pa aritmetična sredina.